# جوردي بوش
جوردي بوش (بالإسبانية: Jordi Bosch)‏ هو ممثل إسباني، ولد في 18 ديسمبر 1956 في ماتارو في إسبانيا.

## أعمال

### أفلام
- (2010) ثلاثة أمتار فوق السماء

## وصلات خارجية
- الموقع الرسمي
- جوردي بوش على موقع IMDb (الإنجليزية)
- جوردي بوش على موقع قاعدة بيانات الفيلم (الإنجليزية)